# Крофтон, Морган
Морган Вильям Крофтон (1826, Дублин, Ирландия — 1915, Брайтон, Англия) — ирландский математик, внесший вклад в геометрическую теорию вероятностей.

## Биография
Морган Крофтон родился в богатой англо-Ирландской семье. 
Его отец, преподобный Уильям Крофтон, ректор Слайго, был младшим братом сэра Молби Крофтона, 2-й Баронет из дома Лонгфорд. Он был также являлся двоюродным братом Лорда Эдварда Крофтона, Барона Крофтона из Соринки.
Несмотря на то, что Морган родился в аристократической, англиканской семье, Крофтон присоединился к Римско-католической церкви в 1850-х годах, 
это случилось отчасти из-за интереса к кардиналу Джону Генри Ньюмену. 
В результате ему пришлось покинуть королевский колледж в Голуэй.
Был дважды женат:  31 августа 1857 на Юлия Агнес, Сесилия, дочь Дж Б Кернен (умерла 1902) 
и второй раз на Кэтрин, дочери Холланд Тэйлор из Манчестера.

## Карьера
Он был профессором математики в Королевской Военной академии в Вулвидже 
и профессором естественной философии в Королевском университете Ирландии. 
Был избран член Королевского общества в июне 1868.
Работал с Джеймсом Джозефом Сильвестром.

## Внешние ссылки
- MacTutor биография Крофтона
- "Probability", статья написанная Крофтоном для Энциклопедии Британника, 9-е издание, Тома XIX в. (1885).